# Валашабад
Валашабад (који се такође пише као Валахшкерт, Валахшгерд и Валахшкард), у грчким изворима познат као Вологесокерта, а у арапским изворима као Сабат (ساباط), био је древни град у данашњем Ираку и формирао је предграђе Ктесифона, престоног града  Партског царства и његовог наследника, Сасанидског царства.
Град је основао партски краљ Вологез I (в. 51-78), а 226. године су га заузели Сасаниди. Године 636. град су напали муслимански Арапи под арапским генералом Халидом ибн Урфутом. Код Валашабада је стајала групација војних снага, коју је бивши сасанидски краљица Борандухт сматрла важним делом ,неопходим за опстанак Сасанидског царства, уништили су их Арапи, којима се придружио бивши сасанидски генерал Ширзад, који им је помогао у заузимању Вех Ардашира, још једног предграђа Ктесифона.